# Diecéze aucská
Diecéze Auca je titulární diecéze římskokatolické církve.

## Historie
První zmínka o diecézi pochází z roku 589, kdy se biskup Asterius zúčastnil Třetího toledského kocnilu.
Město bylo zničeno muslimským dobytím Španělska v 8. století. Během 9. až 11. století se sídlo biskupů přemístilo do Amaii, Valliposity, Muñó, Segisamy, Oñi, Gamonali.
Roku 1075 bylo území diecéze potlačeno do právě vzniklé diecéze Burgos.
Dnes je využívána jako titulární biskupské sídlo; současným titulárním biskupem je Mieczysław Cisło, pomocný biskup Lublinu.

## Seznam biskupů
- Asterius (zmíněn mezi roky 589 a 597)
- Amanungo (zmíněn mezi roky 633 a 646)
- Litorio (649–656)
- Stercopio (zmíněn mezi roky 675 a 688)
- Constantino (zmíněn roku 693)

## Seznam titulárních biskupů
- 1969–1971 Daniel Llorente y Federico
- 1972–1974 Hernando Rojas Ramírez
- 1975–1992 Theodor Hubrich
- 1992–1997 Jorge Mario Bergoglio, S.J.
- od 1997 Mieczysław Cisło